# Ватник (прякор)
Ватник (от ватенка) е политически зареден псевдоним за руски патриоти, които безкритично подкрепят пропагандата на правителството. Използва се в Русия и други постсъветски държави, както и в онлайн жаргонза характеризиране на опоненти с проруски възгледи. В последните години, прякорът най-често се използва в дискусии за руско-украинските отношения (вж. прякора „укроп“) от хора подкрепящи Евромайдана и антируската реторика в интернет. Пейоратив  и дисфемизъм , част от речта на омразата. Освен в руския език се среща в латвийски (на латвийски: vatņiks) и украински. Подобно на много дисфемизми, той също се използва като иронично самонаименование.

## Етимология
Прякорът идва от предположението, че ватираното яке (ватенка) е местно руско облекло, и се появява за първи път преди Майдана 2014, през 2011, под формата на мем „Рашка е квадратно ватирано яке“ в една от групите на социалната мрежа „ВКонтакте“ с либерална ориентация.Графичният дизайн, с очевиден заем от образа на анимационния герой Спондж Боб Квадратни гащи , се приписва на Антон Чадски: сива фигура на мъж с квадратна форма на ръкавици с черно око и червен нос, „пример за политически кич“. 
Според антрополога и фолклорист М. Д. Алексеевски, , мемът отразява „провокативен образ на „ квасен патриот“, ксенофоб и антисемит“.

## След 2014 г.
Една от поредицата анимационни филми, показани по украинския телевизионен канал „Интер“ през 2014 г. През 2014 г. терминът придобива популярност и се превръща в прякор, използван от привържениците на Майдана за противници в Украйна и руснаци.Вътре в Русия „ватирано яке“ (сега без „Рашка“) започва да се използва по отношение на консервативно настроената част от населението от техните опоненти. В същото време фразата „пълна памучна вата“ в интернет жаргона губи евфемистичното значение „провал“, съществуващо от 2003 г. , а „памучна вата“ стана синоним на „ватирано яке“. 
В руско-украинската конфронтация (междуетнически конфликт), наред с прякора „копър“, има и украински аналог на „ватирано яке“ – интернет мем (карикатура) „салник“ („саловник“, „бродирана риза“, „zapadenetz“), който има редица подобни с „ватирано яке“ характеристики и демонстрирани отрицателни знаци, изображението е проектирано под формата на парче тлъстина с признаци на малкоруската култура (чуб, блузки). 

## Думи на омраза
M. A. Krongauz отбеляза, че тази „думи на омраза“ също има социална конотация, тъй като ватираните якета са дрехи на „не най-високите слоеве на обществото“,, културолозите Д. А. Радченко и А. С Аршипова посочват семантична двойка с думата „ботуши“ (пренебрежителен жаргонен термин за тесногръд, необразован, „бавен“ човек).Политическото значение на думата „ватирано яке“ не е фиксирано в ежедневната руска реч и се разпространява само в интернет. 
На руски език „ватирано яке“ преминава през еволюция, типична за дисфемизма:  атакуваната група намира положително значение („ватирани якета са традиционните дрехи на руските войници“) и прие израза като иронично самонаименование (вж. „ гьози“),  се появяват стихотворения „Аз съм ватирано яке и колорадо“, „Аз съм ватирано яке от безсмъртния полк“ и песента „Аз съм ватирано яке, аз съм същото колорадо“.
През 2017 г. жител на Саратов е осъден по член 282 от Наказателния кодекс на Руската федерация на 160 часа задължителен труд във връзка с призива му за „уреждане на холокост“. В същото време прокуратурата, за да определи обекта на омразата, оперира с термина „групи лица, за чието номиниране се използва думата памук/памучна вата“. 

## В музиката
- Андрей Куряев – Ватники